# Wormed
A Wormed technikás spanyol  death metal együttes. 1998-ban alakult meg Madridban. Lemezkiadójuk: Season of Mist. 
A zenekar abban különbözik a műfaj többi képviselője közül, hogy főleg sci-fi a dalaik témája. Számaik további témái: csillagászat, asztrofizika, biológia, emberi fejlődés.

## Tagok
- Phlegeton - ének (1998-)
- Migueloud - gitár (2008-)
- Guillemoth - basszusgitár (1998-)

Korábbi tagok: Andy C., Charly, Dani, J. Oliver, Riky és G-Calero. G-Calero 2018-ban elhunyt.

## Diszkográfia
- Planisphaerium (2003)
- Exodromos (2013)
- Krighsu (2016)

## Egyéb kiadványok

### Demók
- Floating Cadaver in the Monochrome (1999)
- Voxel Mitosis (2001)

### Split-lemezek
- Get Drunk or Die Trying: Premature Burial Tour Vol. 1 (2004)